# Уосика (округ)
Уоси́ка (англ. Waseca County) — округ в штате Миннесота, США. Административный центр и крупнейший город — Уосика. По переписи 2000 года в округе проживают 19 526 человек. Площадь — 1121 км², из которых 1096,2 км² — суша, а 24,8 км² — вода. Плотность населения составляет 18 чел./км².

## История
Округ был основан в 1857 году.